# Pontos extremos dos Estados Unidos
Esta é a lista dos pontos extremos dos Estados Unidos, os locais mais a norte, sul, leste e oeste do seu território, e os extremos altimétricos.

## Latitude e longitude

### 48 Estados Contíguos

Pontos extremos dos 48 estados contíguos: Northwest Angle, Ballast Key, Sail Rock, ilhas Bodelteh

Para esta lista considerou-se apenas os Estados Unidos Continentais, ou seja, excluindo Alasca e Havai:
- Ponto mais setentrional: Northwest Angle, Minnesota (49° 23′ 04,1″ N, 95° 09′ 12,2″ O)
- Ponto mais meridional: Ballast Key, perto de Key West, Flórida (24° 31′ 15″ N, 81° 57′ 49″ O)
- Ponto mais ocidental: Cabo Alava, Washington (48° 09′ 51″ N, 124° 43′ 59″ O)
- Ponto mais oriental: Sail Rock, ao largo de West Quoddy Head, Lubec, Maine (44° 48′ 45,2″ N, 66° 56′ 49,3″ O)

### Território continental
Para esta lista considerou-se o território continental na América do Norte, incluindo o Alasca e excluindo ilhas.
- Ponto mais setentrional: Point Barrow, Alasca (71° 23′ 20″ N, 156° 28′ 45″ O)
- Ponto mais meridional: Cabo Sable, Florida (25° 07′ 06″ N, 81° 05′ 11″ O)
- Ponto mais ocidental: Cabo Príncipe de Gales, Alasca (65° 38′ 32″ N, 168° 07′ 08″ O)
- Ponto mais oriental: West Quoddy Head, Maine (44° 48′ 55,4″ N, 66° 56′ 59,2″ O)

### Território dos 50 Estados
Para esta lista consideram-se os 50 estados, mas não os territórios geridos pelos Estados Unidos.
- Ponto mais setentrional: Point Barrow, Alasca (71° 23′ 20″ N, 156° 28′ 45″ O)
- Ponto mais meridional: Ka Lae, Havai (18° 54′ 39″ N, 155° 40′ 52″ O)
- Ponto mais ocidental: Ilha ao largo do cabo Wrangell, ilha Attu, Alasca (52° 55′ 14″ N, 172° 26′ 16″ L) [1]
- Ponto mais oriental: West Quoddy Head, Maine (44° 49′ N, 66° 55′ O)

### Totalidade do território
Para esta lista considerou-se todos os territórios geridos pelos Estados Unidos.
- Ponto mais setentrional: Point Barrow, Alasca (71° 23′ N, 156° 28′ O)
- Ponto mais meridional: Steps Point, Samoa Americana (14° 23′ S, 170° 46′ O)
- Ponto mais ocidental:
  - mais ocidental em termos de longitude: ilha Amatignak, Alasca (51° 16′ N, 179° 09′ O)
  - ponto a oeste do meridiano de Greenwich mais perto deste: Point Udall, ilhas Virgens Americanas (17° 45′ N, 64° 34′ O)
  - ponto a leste da linha de mudança de data mais perto desta: ilha Attu, Alasca (52° 55′ N, 172° 27′ L)
- Ponto mais oriental:
  - mais oriental em termos de longitude: ilha Semisopochnoi, Alasca (51° 58′ N, 179° 46′ L)
  - ponto a leste do meridiano de Greenwich mais perto deste: Farallon de Pajaros, ilhas Marianas Setentrionais (20° 32′ N, 144° 52′ L)
  - ponto a oeste da linha de mudança de data mais perto desta: atol Wake (19° 17′ N, 166° 37′ L)

## Altitude
- Máxima :
  - Totalidade do território: monte McKinley, Alasca, 6194 m (63° 05′ 51,34″ N, 151° 00′ 19,86″ O)
  - 48 Estados contíguos: monte Whitney, Califórnia, 4421 m (36° 34′ 42,9″ N, 118° 17′ 31,2″ O)
- Mínima: Badwater, Parque Nacional do Vale da Morte, -86 m (36° 13′ 58″ N, 116° 46′ 04″ O)